# Manuel Pinto da Costa
Manuel Pinto da Costa (5 de agosto de 1937) es un economista y político santotomense, presidente de Santo Tomé y Príncipe desde la independencia en 1975 hasta 1991. Gobernó bajo un régimen de partido único, en el marco de un Estado socialista encabezando el Movimiento para la Liberación de Santo Tomé y Príncipe (MLSTP). Educado en la desaparecida República Democrática Alemana, domina los idiomas portugués y alemán. El 3 de septiembre de 2011 asumió nuevamente el cargo de presidente de su país, cargo que ocupó hasta el 3 de septiembre de 2016.
Se postuló como candidato a la presidencia ya dentro de un sistema pluripartidista en 1996, cosechando el 47,26% de los votos en una segunda vuelta contra el entonces presidente Miguel Trovoada, aunque no ganó dichos comicios. Hizo lo mismo de nuevo en 2001, logrando alrededor del 40% de los votos, perdiendo en esta ocasión contra Fradique de Menezes, quien ganó con la mayoría en la primera ronda.
En un Congreso Extraordinario del MLSTP, celebrado en mayo de 1998, fue elegido por unanimidad como presidente del Partido. A finales de febrero de 2005, Guilherme Posser da Costa fue elegido para sucederle en ese cargo.
En las elecciones presidenciales de 2011 participó como independiente. Ganó la primera vuelta con la mayoría de votos, pero falló en obtener la presidencia al no obtener los votos requeridos. En una segunda vuelta llevada a cabo el 7 de agosto venció a su rival Evaristo Carvalho, representante del partido de gobierno, con el 53% de los votos. Durante la campaña se enfocó en la necesidad de estabilidad política y la promesa de desparacer la corrupción. Su candidatura venció a la de otros candidatos mayores, incluyendo la de la ex primer ministro Maria das Neves, quien declaró "El plan de Pinto da Costa puede traer mayor esperanza a nuestro país". Algunos analistas han visto que la victoria del expresidente Pinto podrían traer nuevamente las reglas de autoritarismo que se tuvieron en su anterior período en el poder.